# Ravanna Township
Ravanna Township est un township, situé dans le comté de Mercer, dans le Missouri, aux États-Unis,.
Le township est fondé en 1859 et baptisé en référence à Ravanna (en).

### Source de la traduction
- (en) Cet article est partiellement ou en totalité issu de l’article de Wikipédia en anglais intitulé « Ravanna Township, Mercer County, Missouri » (voir la liste des auteurs).